# Constance Brenneman
Constance Brenneman, née le 27 avril 1980 à Gallipolis aux États-Unis, est une actrice américaine.

## Filmographie
- 2002 : Mary and Joe : Emily
- 2002 : The Practice (série télévisée) : Tammy Roe
- 2003 : Alias (série télévisée) : Christine Phillips
- 2003 : Swing : Tina
- 2008 : Emulsion (court métrage) : Gen
- 2010 : Love & Other Drugs
- 2014 : Acts of God : Tracy
- 2014 : Those Who Kill (série télévisée) : Maggie Warner
- 2014 : Anatomy of a Love Seen : Anne Pasternak
- 2014 : A Lesson of Love : Abigail Meeks
- 2014 : Night Eyes : Linda Raines
- 2014 : The Toy Soldiers (en) : Mary Harris
- 2014 : SuperFLY (court métrage) : Sarah
- 2014 : Burgundian (court métrage) : Nell
- 2015 : Batgirl Rises : Harleen Quinzel / Harley Quinn
- 2015 : The Funeral Guest : Kate Martin
- 2015 : The Letter Red : Brenda Gains
- 2015 : Boxed (court métrage) : agent Thompson
- 2016 : Wolf Mother : Cindy
- 2016 : Traded : Amelia
- 2017 : One Under the Sun : Constance
- 2017 : The Letter Red : Brenda Gains
- 2017 : The Curse of the Gorgon : Ginger
- 2017 : She Will Be Loved : Christine Miller